# Hermann Volz (Maler)

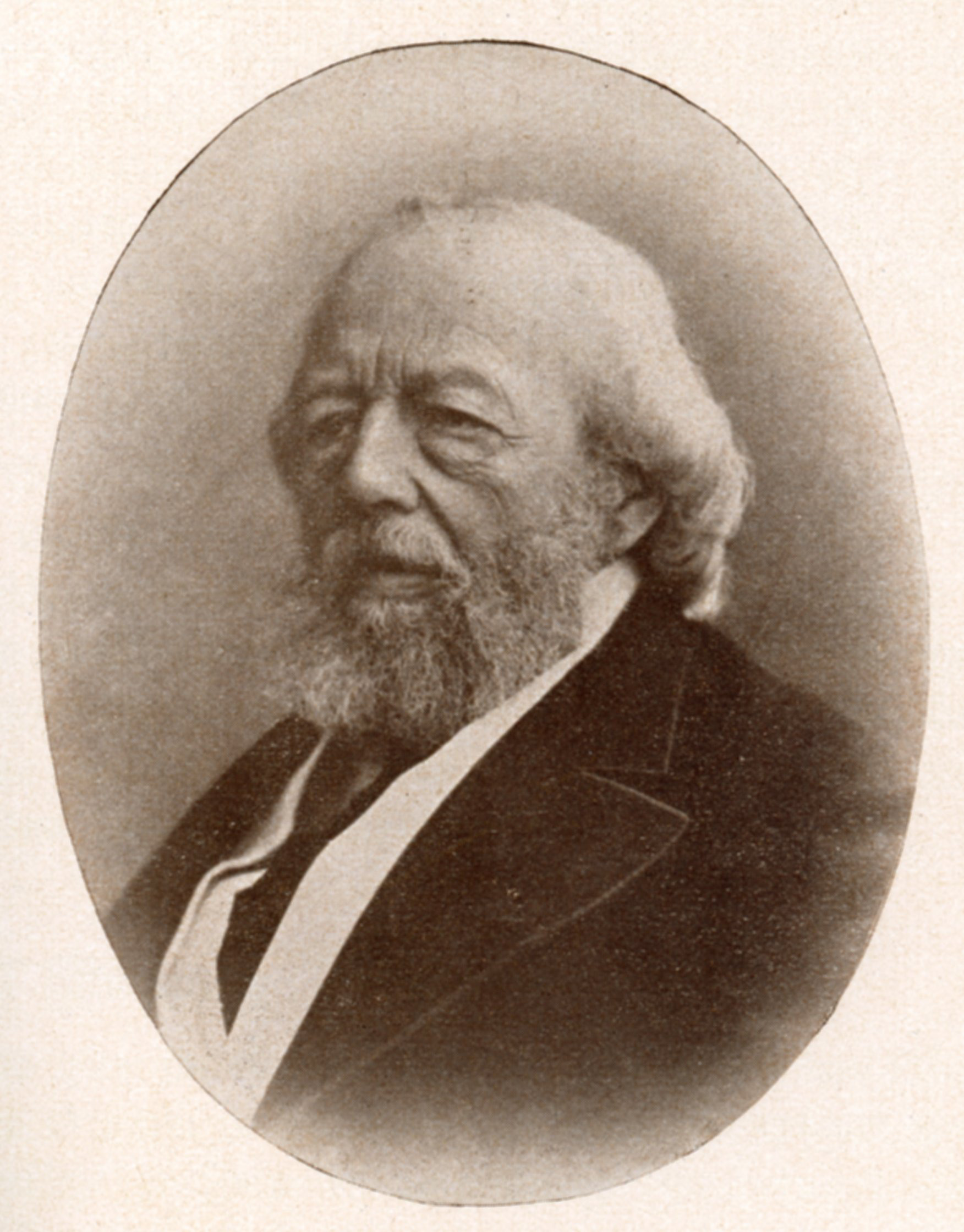
Hermann Volz

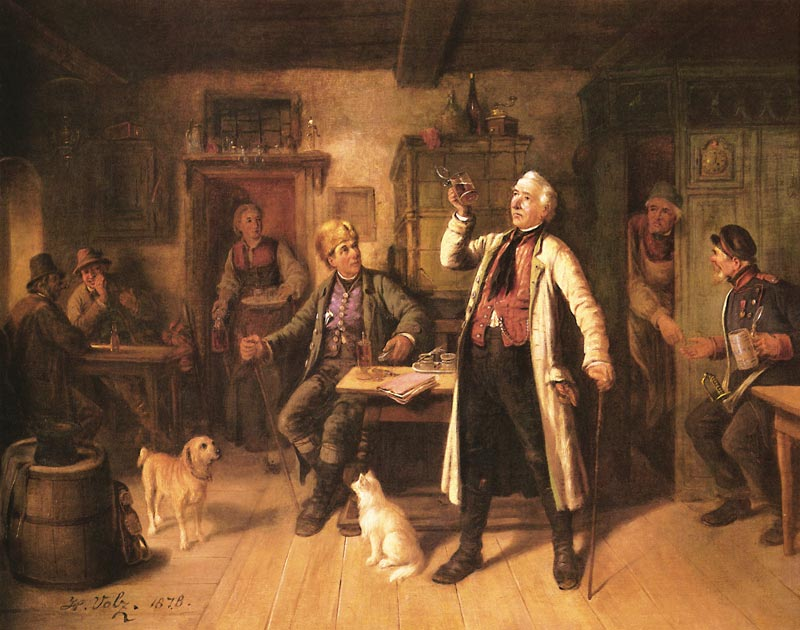
Bierprobe im Dorfgasthaus

Hermann Volz (* 26. August 1814 in Biberach an der Riß; † 2. November 1894 ebenda) war ein deutscher Porträt- und Genremaler. 

## Leben
Der Sohn des Oberamtmanns Johann Christian Ludwig Volz war Schüler des Biberacher Kunstmalers Johann Baptist Pflug. Er studierte seit dem 21. April 1841 bis 1846 an der Königlichen Akademie der Künste in München. 1849 gründete er eine lithographische Anstalt in Biberach. Er war danach in München, Nürnberg und Augsburg tätig.